# Moosthenning
Moosthenning er en kommune i i Landkreis Dingolfing-Landau i Niederbayern i den tyske delstat Bayern, med knap 4.900 indbyggere.

## Geografi
Moosthenning ligger i Region Landshut cirka 100 km. nordøst for München, i nærheden af Dingolfing, i Isardalen.
Der følgende landsbyer og bebyggelser: Dornwang, Lengthal, Moosthenning, Ottering, Rimbach, Thürnthenning.
Der er vigtige biotoper for sjældne plante- og dyrearter i Königsauer Moos og på de sydvendte skråninger til Isardalen.